# London South East (circonscription du Parlement européen)
Avant l’adoption uniforme de la représentation proportionnelle en 1999, le Royaume-Uni utilisait le système uninominal à un tour pour les élections européennes en Angleterre, en Écosse et au pays de Galles. Les conscriptions du Parlement européen utilisées dans ce système étaient plus petites que les circonscriptions régionales les plus récentes et ne comptaient chacune qu'un seul membre au Parlement européen.
La circonscription de London South East était l'une d'entre elles.

## Limites
Lors de sa création en Angleterre en 1979, il se composait des circonscriptions du Parlement de Westminster  de Beckenham, Bexleyheath, Chislehurst, Erith and Crayford, Orpington, Ravensbourne, Sidcup, Woolwich East et Woolwich West.
Les circonscriptions parlementaires ont été redessinées en 1983 et les circonscriptions européennes ont été modifiées en conséquence. Le nouveau siège comprenait les circonscriptions de Westminster suivantes : Beckenham, Bexleyheath, Chislehurst, Eltham, Erith and Crayford, Greenwich, Old Bexley and Sidcup, Orpington, Ravensbourne et Woolwich.  Ces limites ont été utilisées en 1984 et 1989. Greenwich a été supprimé pour l'élection du Parlement européen de 1994.

## Membre du Parlement européen
| Élection | Élection | Portrait | Membre                | Parti        |
| -------- | -------- | -------- | --------------------- | ------------ |
|          | 1979     |          | Brandon Rhys-Williams | Conservateur |
|          | 1984     |          | Peter Price           | Conservateur |
| 1989     |          |          | Peter Price           | Conservateur |
|          | 1994     |          | Shaun Spiers          | Travailiste  |

## Résultats des élections
Les candidats élus sont indiqués en gras.
| Parti         | Parti             | Candidat       | Voix    | %    | ±   |
| ------------- | ----------------- | -------------- | ------- | ---- | --- |
|               | Travailliste      | Shaun Spiers   | 71,505  | 41,0 | '   |
|               | Conservateur      | Peter Price    | 63,483  | 36,4 |     |
|               | Libéral Démocrate | Jonathan Fryer | 25,271  | 14,5 |     |
|               | Green             | Ian Mouland    | 6,399   | 3,7  |     |
|               | Libéral           | Robin Almond   | 3,881   | 2,2  |     |
|               | National Front    | Kevin Lowne    | 2,926   | 1,7  |     |
|               | Natural Law       | John Small     | 1,025   | 0,6  |     |
| Majorité      | Majorité          | Majorité       | 8,022   | 4,6  | N/A |
| Participation | Participation     | Participation  | 174,990 | 35,4 |     |